# 北極関係記事の一覧
北極関係記事の一覧は、Wikipedia内の北極関係の記事の一覧。北極点および北極海周辺の地域
| 目次 | 目次 | 目次 | 目次 | 目次 | 目次 | 目次 | 目次 | 目次 | 目次 | 目次 |
| ---- | ---- | ---- | ---- | ---- | ---- | ---- | ---- | ---- | ---- | ---- |
| あ   | か   | さ   | た   | な   |      | は   | ま   | や   | ら   | わ   |

## あ行
- 植村直己
- ウランゲリ島
- オーロラ

## か行
- カラ海
  - カラ海峡
- カルスキエボロタ海峡
- 極
- 極夜
- グリーンランド
  - グリーンランド海
- 氷

## さ行
- 最終氷期
- シロクマ
- スピッツベルゲン島
- スヴァールバル諸島
- セヴェルナヤ・ゼムリャ諸島
- ゼムリャフランツァヨシファ

## た行
- タイミル半島
- チュクチ海

## な行
- ニーオーレスン
- ノヴァヤゼムリャ
- ノヴォシビルスク諸島

## は行
- バフィン島
- バフィン湾
- バレンツ海
- 東シベリア海
- 白夜
- 氷河
  - 氷河時代
- 氷期
- 氷山
- 氷床
- 北極
  - 北極海
  - 北極圏
  - 北極点
  - 北極星
- ホッキョクグマ

## ま行
- マトチキン海峡

## や行
- ヤンマイエン島

## ら行
- ラプテフ海
- 流氷